# 기타자와 쓰요시
기타자와 쓰요시(일본어: 北澤 豪, 1968년 8월 10일 ~ )는 일본의 은퇴한 축구 선수이다. 애칭은 기타자와산(北澤さん), ktzw3이며, 현재 《위닝 일레븐》의 일본어 해설을 맡고 있다.

## 구단 경력
1987년 일본 사커 리그의 혼다 기연에 입단했다. 1991년까지 51경기에 출전하여, 14득점을 넣었다. 1991년 요미우리(베르디 가와사키, 도쿄 베르디)로 이적했다. 2002년까지 265경기에 출전하여, 41득점을 넣었다. 3번의 리그 우승을 차지했다. 2002년후 현역 은퇴.

## 국가대표팀 경력
그는 1991년 기린컵에 참가할 일본 국가대표팀에 발탁되었으며, 6월 2일 태국와의 경기에서 데뷔했다. 1992년 AFC 아시안컵, 1994년 아시안 게임, 1995년 킹 파흐드컵에도 출전했다. 1992년 아시안컵 우승에 기여했다. 그는 1999년까지 국제 A매치 통산 58경기에 출전, 3득점을 넣었다.

## 통계
| 일본 | 일본 | 일본 |
| 연도 | 출전 | 득점 |
| ---- | ---- | ---- |
| 1991 | 2    | 0    |
| 1992 | 11   | 1    |
| 1993 | 4    | 0    |
| 1994 | 7    | 1    |
| 1995 | 14   | 1    |
| 1996 | 5    | 0    |
| 1997 | 11   | 0    |
| 1998 | 3    | 0    |
| 1999 | 1    | 0    |
| 통산 | 58   | 3    |

## 같이 보기
- 존 카비라